# 1-й гусарський полк (Австро-Угорщина)
1-й гусарський полк — полк цісарсько-королівської кавалерії Австро-Угорщини.
Повна назва: K.u.k. Husaren-Regiment «Kaiser» Nr. 1.

Дата утворення — 1756 рік.
Почесний шеф — Імператор Австрії

## Склад полку

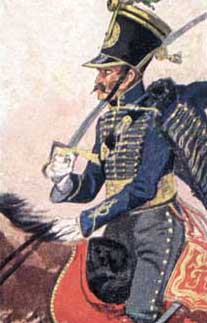
Гусар 1-го полку (приблизно 1814 рік)

Набір рекрутів до полку (1889—1914) — Тімішоара.
Національний склад полку (липень 1914) — 85 % угорців та 15 % інших.
Мови полку (липень 1914) — угорська.

## Інформація про дислокацію

### Перша світова
- 1914 рік — гарнізон Відня[4]

- 1914 — входить до складу 7-го корпусу, 3-ї кавалерійської дивізії, 17-ї бригади кавалерії

## Командири полку
- 1859: Плато фон Бакаловіч[5]
- 1865: Александр фон Тот[6]
- 1879: Аугуст Драйханн фон Зульцберг ам Штайнхоф[7]
- 1908: Артур Петеані фон Штайнберг[8]
- Віктор фон Муяр[9]